# 大塚朱紗
大塚 朱紗（おおつか あやさ、1999年5月5日 - ）は、日本の女子ラグビーユニオン選手。

## プロフィール
- 京都府出身[2]。
- ポジションはスタンドオフ(SO)、センター(CTB)。
- 身長 163cm、体重 65kg
- 女子日本代表キャップは13。（2022年11月現在）

## 略歴
2018年、石見智翠館高校卒業後、流通経済大学に入る。
2019年11月16日に行われたヨーロッパ遠征女子イタリア代表戦にて途中出場で女子日本代表初キャップを獲得した。
2022年、ラグビーワールドカップ2021の女子日本代表に選ばれた。
2024年 3月、アルカス熊谷 へ移籍。